# 와이어카드

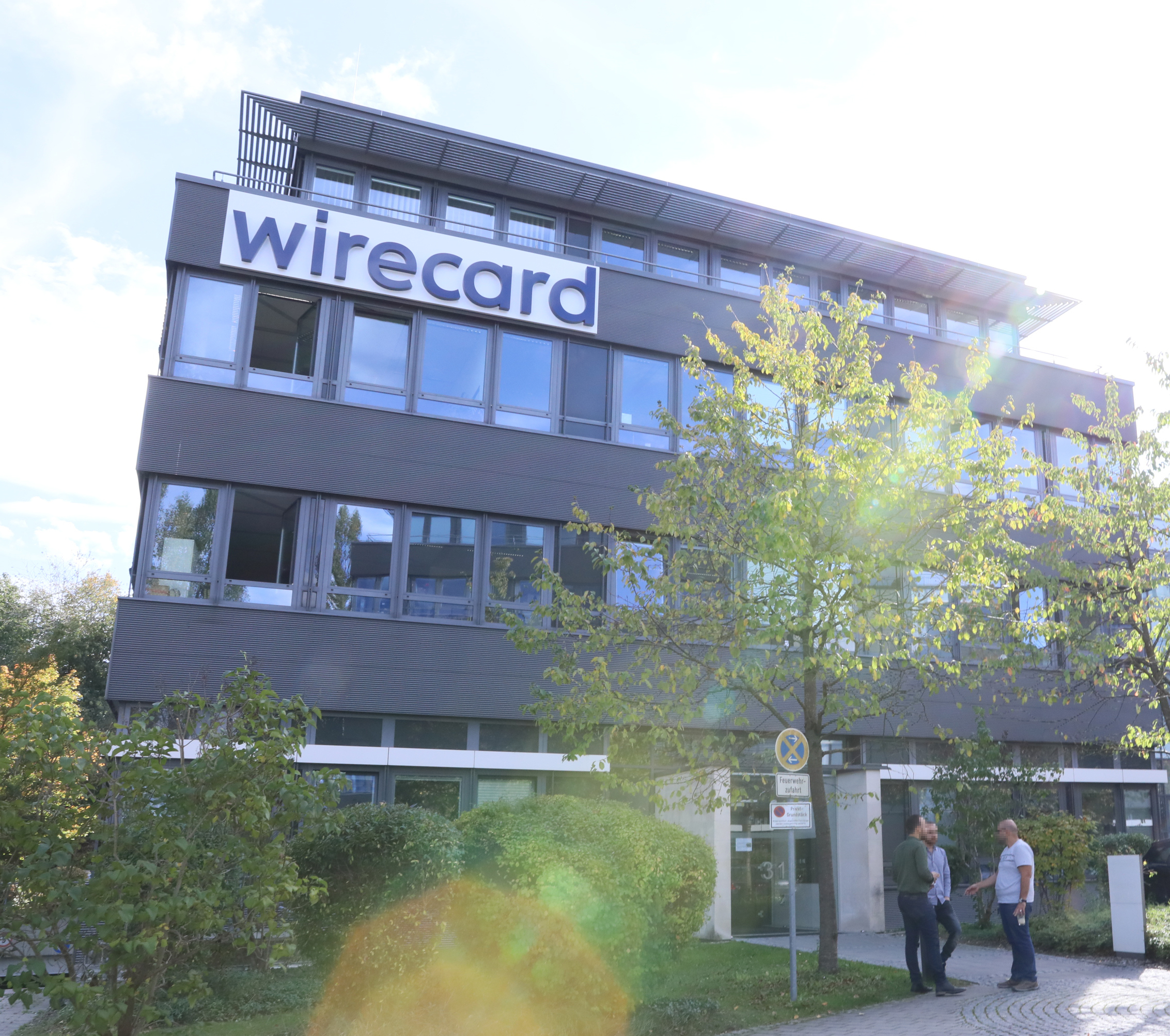
와이어카드 AG의 본사 (뮌헨 주변, 2019년)

와이어카드(Wirecard)는 파산한 독일의 지불 처리 기업이자 금융 서비스 제공 기업이다. 전 CEO, COO, 2명의 임원, 기타 경영진들이 체포되거나 범죄 혐의에 연루되었다. 이 기업은 2020년 11월 산탄데르 은행에 주요 사업 부문 자산이 인수된 뒤 해체된 상태이다.
이 기업은 국제적인 금융 스캔들의 중심에 위치한다. 와이어카드는 분식회계와 회계개혁이 집중조명을 받았으며, 독일 의회는 BaFin 직원이 와이어카드의 파산을 준비하면서 해당 기업의 주식을 거래한 사건 등 여러 의혹들을 조사하였다.